# فرودگاه اسپرینگ ولی (شمال)
فرودگاه اسپرینگ ولی (شمال) (به انگلیسی: Spring Valley (North) Airport) یک فرودگاه همگانی است که یک باند فرود چمن و شن دارد و طول باند آن ۹۱۴ متر است. این فرودگاه در کشور کانادا قرار دارد و در ارتفاع ۶۷۱ متری از سطح دریا واقع شده است.